# Diederich Thomas Fretz
Diederich Thomas Fretz (* 2. Oktober 1743 in Sankt Goar; † 27. März 1815 in Colombo) war ein Kaufmann deer Niederländischen Ostindien-Kompanie (VOC) und zwischen 1792 und 1796 Kommandant der Festung Galle im Süden Sri Lankas. Er war der letzte niederländische Kommandant dieser Festung und beaufsichtigte ihre Übergabe an die Engländer im Februar 1796.